# Ludwig Beutin
Ludwig Beutin (* 20. März 1903 in Wernsdorf bei Königs Wusterhausen; † 15. September 1958 in Köln) war ein deutscher Historiker.

## Biografie
Beutin war der Sohn eines Bautechnikers. Er zog 1909 nach Bremen und besuchte die Real- und die Oberrealschule. Er wurde nach dem Besuch eines Pädagogiums Volksschullehrer. Ab 1924 studierte er u. a. Wirtschaftsgeschichte an der Universität Marburg, der Humboldt-Universität zu Berlin, der Universität Wien und der Universität München. Er promovierte  1929 zum Thema Hanse und Reich im handelspolitischen Kampf gegen England.
Nachdem er sich zunächst nicht habilitieren konnte, da sein Doktorvater verstarb, absolvierte er eine zusätzliche pädagogische Ausbildung in Oldenburg und Bremen. Ab 1933 war er als Studienrat für Geschichte und Deutsch in Bremen zunächst an der Oberrealschule der westlichen Vorstadt, dann an verschiedenen anderen Schulen und später vor allem am Alten Gymnasium in Bremen tätig. Er forschte daneben im Bereich der Wirtschafts- und Handelsgeschichte und veröffentlichte mehrere Schriften. 1939 habilitierte er schließlich an der Universität Hamburg.
Beutin beantragte am 4. November 1937 die Aufnahme in die NSDAP und wurde rückwirkend zum 1. Mai desselben Jahres aufgenommen (Mitgliedsnummer 5.449.715), er hatte sich zuvor der NSV angeschlossen.
Im Zweiten Weltkrieg war er zuletzt Hauptmann. Nach 1945 hatte er eine Lehrtätigkeit an der Universität Hamburg. Von 1947 bis 1951 war er wieder Studienrat in Bremen. 1951 erfolgte seine Berufung als Professor auf den Lehrstuhl für Wirtschaftsgeschichte an der Universität zu Köln mit einer Neuausrichtung der Forschungs- und Lehrtätigkeit auf die Geschichte der Industrieentwicklung und eine Ausweitung auf die allgemeine Sozial- und Wirtschaftsgeschichte. In Köln lehrte er bis zu seinem Tod 1958.
Beutin war als Mitglied der Historischen Gesellschaft Bremen für diese häufig durch Aufsätze und Vorträge tätig. Er war Mitherausgeber der Hansischen Geschichtsblätter und Mitglied im Hansischen Geschichtsverein.
Der Beutinweg in Bremen-Habenhausen wurde 1973 nach ihm benannt.

## Schriften
Sein wichtigstes Buch war Bremen und Amerika. Er schrieb auch zur Geschichte der Hanse.
- Hanse und Reich im handelspolitischen Endkampf gegen England, K. Curtius, 1929
- Die Wirkungen des Siebenjährigen Krieges auf die Volkswirtschaft in Preussen, 1933  (Vierteljahrschrift für Sozial- und Wirtschaftsgeschichte. Sonderabdruck XXVI. Bd. Hft. 3.).
- Drei Jahrhunderte Tabakhandel in Bremen, 1937
- Simon Peter Tilmann 1601–1668, 1950
- Bremen und Amerika, Schünemannverlag, Bremen 1953
- Die Praxis und die Wirtschaftsgeschichte, 1955
- Geschichte der südwestfälischen Industrie- und Handelskammer zu Hagen und ihrer Wirtschaftslandschaft. Hagen, 1956
- Der wirtschaftliche Niedergang Venedigs im 16. und 17. Jahrhundert. In: Hansische Geschichtsblätter. Bd. 76, 1958, S. 42–72
- Einführung in die Wirtschaftsgeschichte, Böhlau, 1958
- Gesammelte Schriften zur Wirtschafts- und Sozialgeschichte, 1963
- Ludwig Beutin, Hermann Kellenbenz: Grundlagen des Studiums der Wirtschaftsgeschichte. Köln 1973, ISBN 3-412-86373-4
- Von drei Ballen zum Weltmarkt, eine kleine Baumwollchronik
- Ludwig Beutin, Hermann Entholt: Zur bremischen Handelsgeschichte. Band 1: Bremen und Nordeuropa. Band 2: Bremen und die Niederlande.
- Handel und Schiffahrt Bremens bis zum Weltkrieg. In: Bremen – Lebenskreis einer Hansestadt.
- Die bremische Ostseefahrt in den neueren Jahrhunderten. In: Bremisches Jahrbuch, Band 35, S. 359 ff, Bremen 1935.
- Die deutsche Nordseeküste als Schicksalseinheit. In: Bremisches Jahrbuch, Band 38, S. 29 ff, Bremen 1939.
- Alte bremische Handlungsbücher. In: Bremisches Jahrbuch, Band 34, S. 138 ff, Bremen 1933.